# Dickweiler
Dickweiler (en luxemburguès i alemany: Dickweiler) és una vila de la comuna de Rosport  situada al districte de Grevenmacher del cantó d'Echternach. Està a uns 31 km de distància de la ciutat de Luxemburg.